# 1998-as Roland Garros
Az 1998-as Roland Garros az év második Grand Slam-tornája, a Roland Garros 97. kiadása volt, amelyet május 25–június 7. között rendeztek Párizsban. A férfiaknál a spanyol Carlos Moyà, a nőknél a szintén spanyol Arantxa Sánchez Vicario nyert.

## Döntők

### Férfi egyes
Carlos Moyà -  Àlex Corretja 6-3, 7-5, 6-3

### Női egyes
Arantxa Sánchez Vicario -  Szeles Mónika 7-6, 0-6, 6-2

### Férfi páros
Jacco Eltingh /  Paul Haarhuis -  Mark Knowles /  Daniel Nestor 6-3, 3-6, 6-3

### Női páros
Martina Hingis /  Jana Novotná -  Lindsay Davenport /  Natallja Zverava 6-1, 7-5

### Vegyes páros
Venus Williams /  Justin Gimelstob -  Serena Williams /  Luis Lobo, 6-4, 6-4

## Juniors

### Fiú egyéni
Fernando González –  Juan Carlos Ferrero 4–6, 6–4, 6–3

### Lány egyéni
Nagyja Petrova –  Jelena Dokić 6–3, 6–3

### Fiú páros
José de Armas /  Fernando González –  Juan Carlos Ferrero /  Feliciano López 6–7, 7–5, 6–3

### Lány páros
Kim Clijsters /  Jelena Dokić –  Jelena Gyementyjeva /  Nagyja Petrova 6–4, 7–6